# Pestepidemie in Noord-Italië van 1575-1577
De pestepidemie van 1575-1577 woedde in Centraal-Europa en Noord-Italië. Deze epidemie is het best bekend wegens het optreden van aartsbisschop Carolus Borromeus in Milaan en wordt daarom ook de pest van de heilige Carolus genoemd.

## Verloop
De epidemie begon in Hongarije en werd er waarschijnlijk binnengebracht door Turken die daar leefden. De pest verspreidde zich langsheen de handelswegen en voornamelijk langs de Donau richting Zwitserland en Trento. Vandaar verspreidde de epidemie zich verder naar Venetië, Mantua en Milaan.

### Venetië

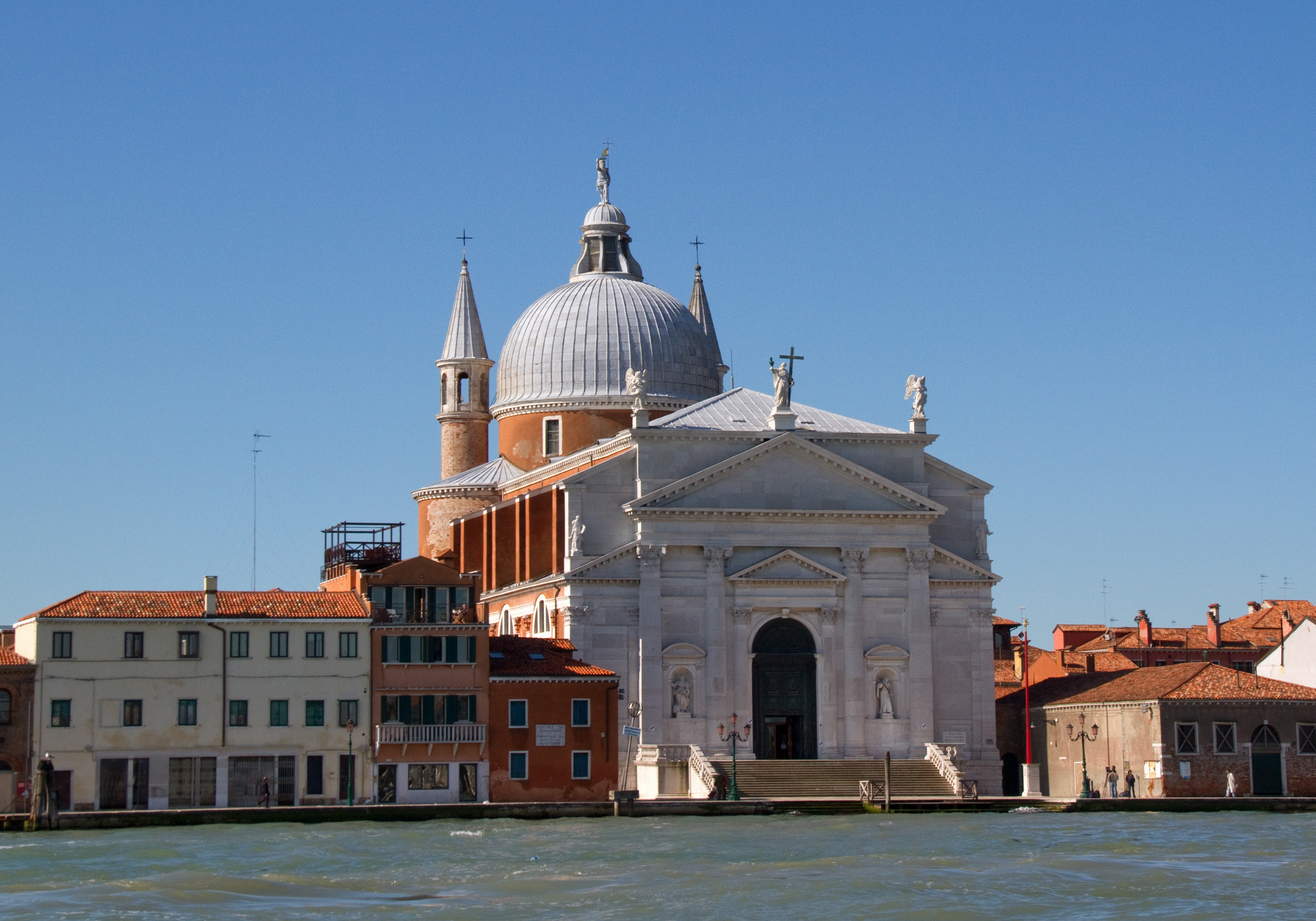
De kerk Il Redentero (Venetië) gebouwd als dank voor het einde van de epidemie

De pest bereikte Venetië in 1575 en veroorzaakte er in de loop van twee jaar 50.000 doden, dit is 27,8% van de inwoners. Door haar handelsbetrekkingen met het oostelijk Middellandse Zeegebied, waar de pest endemisch was, had Venetië al verschillende epidemieën van de pest meegemaakt. Na de Zwarte Dood (epidemie van 1348) waren er nog uitbraken in 1462, 1485 en 1506. De epidemie van 1575-1577 was de eerste waarvan het aantal doden werd bijgehouden in de stad. De stad was voorbereid op ziekteuitbraken en kende een systeem van quarantaine voor scheepsbemanningen die mogelijk een besmettelijke ziekte met zich meedroegen. Die werden afgezonderd op het eiland Lazaretto Nuovo waar in de loop van de 16e eeuw het gebouw Tezon Grande werd voltooid, een gebouw van meer dan 100 meter lang en een van de grootste publieke gebouwen van de republiek. In september 1576 smeekte de Venetiaanse Senaat Goddelijke hulp af en beloofde een nieuwe kerk te bouwen gewijd aan Christus de Verlosser. In mei 1577 werd de eerste steen van de kerk Il Redentero gelegd onder leiding van Andrea Palladio en op 20 juli 1577 werd een processie gehouden als dank voor het einde van de epidemie. Deze processie werd een jaarlijkse traditie.

### Mantua
De pest bereikte op 4 april 1576 Mantua. In de stad van 35.000 inwoners, het lazaret en de onmiddellijke omgeving werden er 12.388 doden geteld. De pest bereikte op 27 juli 1576 Melegnano en op 4 augustus Monza.

### Milaan

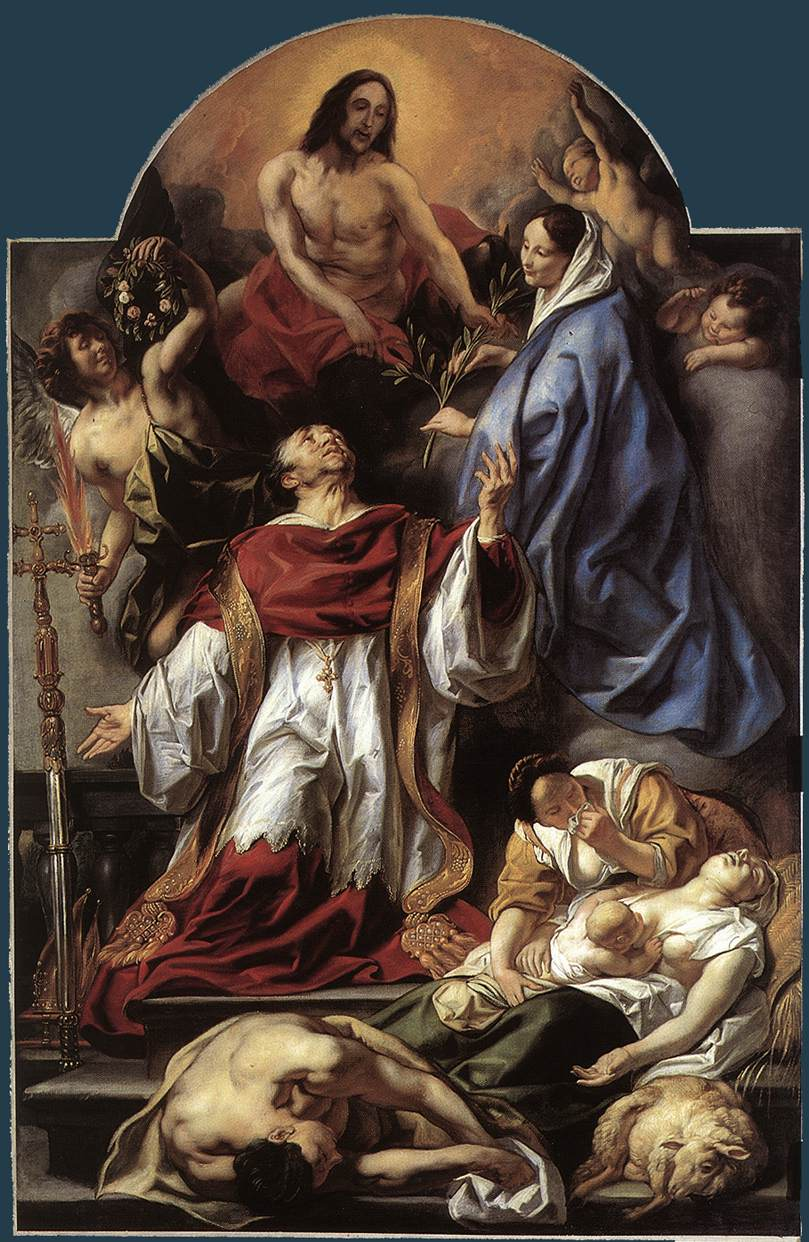
De heilige Carolus Borromeus verzorgt de pestlijders (Jacob Jordaens)

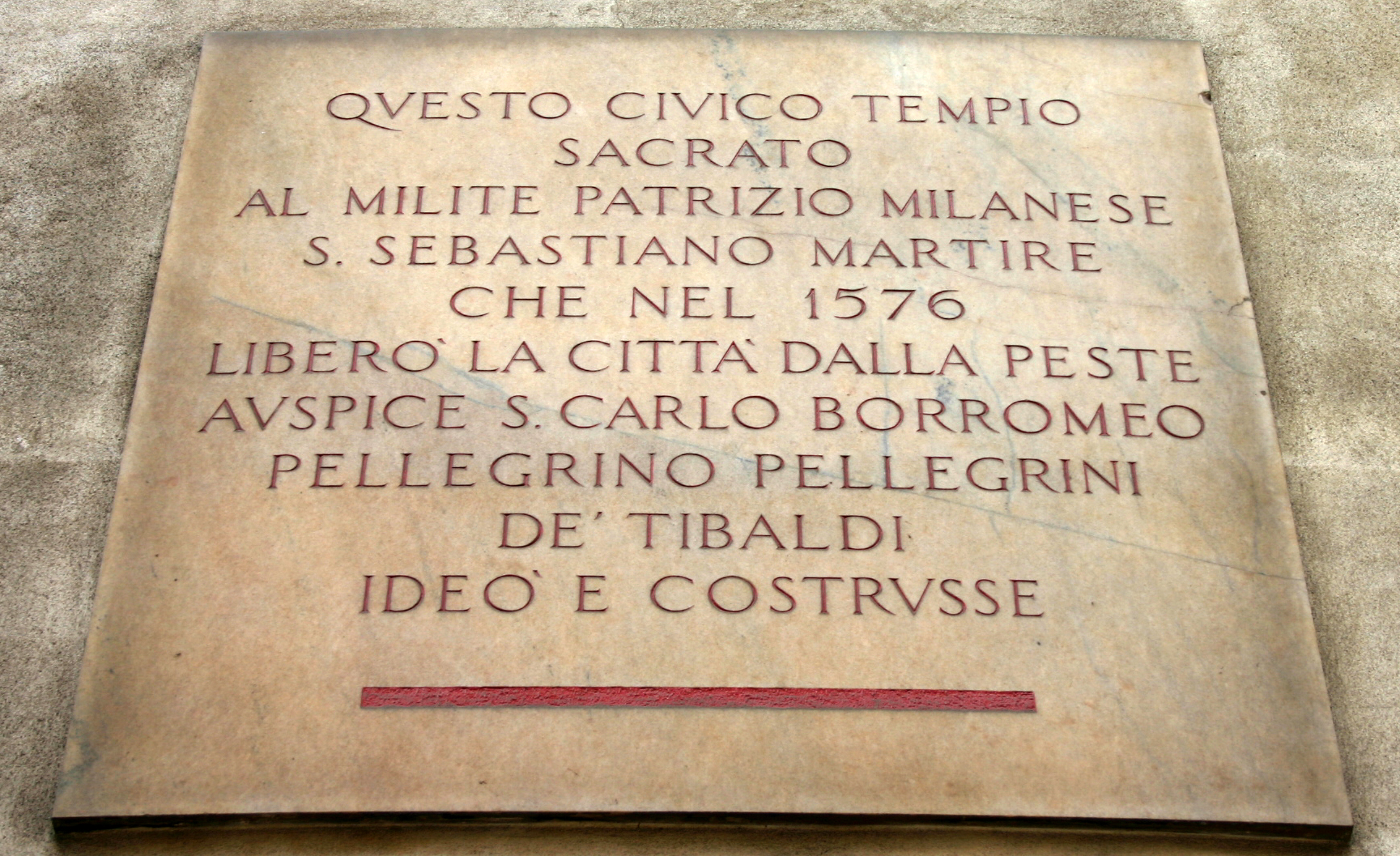
Gedenkplaat aan de kerk van Sint-Sebastiaan (Milaan)

In Milaan werden voorzorgsmaatregelen genomen. In 1576 werden er talrijke bedevaarders uit heel Lombardije in de stad verwacht naar aanleiding van het verlengd jubeljaar 1575. De Spaanse gouverneur van Milaan, Antonio de Guzmán y Zuñiga, legde strenge restricties op aan de bedevaarders. Ze werden enkel in de stad toegelaten in groepen van maximaal twaalf personen En ze moesten in het bezit zijn van een officieel document van de sanitaire dienst van hun herkomststad waarin bevestigd werd ze vrij waren van symptomen van de pest. Toen de pest de gemeenten in de omgeving bereikte, werden de getroffen dorpen in quarantaine geplaatst en werd de toegang tot de stad nog meer beperkt. Enkel handelaars met een officiële handelsbrief werden nog toegelaten via zes poorten van de stad, de handel werd beperkt, elke samenscholing werd verboden en de straten werden dagelijks gereinigd. Toch werd in juli een eerste geval van besmetting in de stad vastgesteld en midden augustus brak de epidemie in alle hevigheid uit.
De notabelen, waaronder de gouverneur, vluchtten de stad uit en trokken zich terug op hun buitenverblijven. De overheid zonderde de wijken af waar de pest het hevigst was en liet een veldhospitaal van 250 hutten bouwen buiten de stad om de capaciteit van het stadshospitaal te vrijwaren. In de ziekenhuizen werden de zieken verdeeld in drie categorieën, degenen die besmet waren, degenen die symptomen vertoonden en de herstellenden. De aartsbisschop van Milaan, Carolus Borromeus, bleef in de stad en omringde zich met artsen en professoren en kondigde strenge maatregelen af voor de clerus en de hele bevolking. Na bezoek aan een besmet persoon moesten de kleren gekookt worden, de bedden en kledij van de zieken mochten niet aangeraakt worden, de handen moesten grondig gewassen worden, of ontsmet met azijn of boven de vlam van een kaars. Voorwerpen van besmette personen mochten niet verhandeld worden op straffe van excommunicatie en geldstukken moesten ontsmet worden in azijn. Ook werd begonnen met de verdelging van ratten. Carolus Borromeus verplaatste zich door de stad met een lange witte stok om afstand te houden van zijn gesprekspartners. Omdat de epidemie niet onder controle kwam, werden duizenden nieuwe hutten voor zieken buiten de stad gebouwd en werd een algemene quarantaine afgekondigd. Alle bewoners moesten veertig dagen in hun huis blijven. Deze quarantaine werd uiteindelijk verlengd tot drie maanden. Op 1 februari 1577 was de epidemie voldoende onder controle om de maatregelen geleidelijk aan te verzachten. Begin december 1577 waren er geen nieuwe besmettingen meer en op 20 januari 1578 werd door de sanitaire overheid van de stad de pestepidemie officieel als beëindigd verklaard. Door de strenge maatregelen vielen er in Milaan ongeveer 17.000 doden wat aanzienlijk minder was dan in Venetië.

#### Heilige Carolus
De faam van Carolus Borromeus was gemaakt door zijn optreden tijdens de epidemie. Hij had de inwoners van Milaan financieel, materieel en ook geestelijk bijgestaan. Hij had veel maatregelen genomen in de afwezigheid van de gouverneur en ook uit eigen vermogen bekostigd. Tijdens de quarantaine liet hij op de grote kruispunten van de stad altaren optrekken waar de mis werd gelezen. De inwoners konden de dienst volgen vanuit hun vensters. Verder had de aartsbisschop op 15 oktober 1576 gezworen dat hij de bouwvallige kerk van Sint-Sebastiaan zou herbouwen om de voorspraak van de heilige af te smeken. Op 6 september 1577 werd de eerste steen gelegd voor de nieuwe kerk die gebouwd werd onder leiding van architect Pellegrino Tibaldi. Carolus Borromeus' verhandeling over de maatregelen tegen de pest Della cura della peste werd nog tientallen jaren na zijn dood uitgegeven. Deze epidemie werd door schrijver Alessandro Manzoni de pest van de heilige Carolus genoemd om haar te onderscheiden van de grote pestepidemie in Milaan van 1630.

## Ziekteverwekker
De besmette personen vertoonden in het begin lichte symptomen, vergelijkbaar met koorts bij een griep. Wetenschappers waren het niet eens of deze en andere epidemieën wel te wijten waren aan de pestbacterie. Sommigen stelden dat het ging om het influenzavirus, de antraxbacterie of hemorragische koorts veroorzaakt door een RNA-virus. Moleculaire testen op de tanden van pestslachtoffer in massagraven in Venetië hebben aangetoond dat het inderdaad ging om de pest, veroorzaakt door de bacterie Yersinia pestis.